# Baggar
Baggar è una suddivisione dell'India, classificata come municipality, di 14.648 abitanti, situata nel distretto di Jhunjhunu, nello stato federato del Rajasthan. In base al numero di abitanti la città rientra nella classe IV (da 10.000 a 19.999 persone).

## Geografia fisica
La città è situata a 28° 11' 15 N e 75° 30' 2 E e ha un'altitudine di 314 m s.l.m..

## Società

### Evoluzione demografica
Al censimento del 2001 la popolazione di Baggar assommava a 14.648 persone, delle quali 8.133 maschi e 6.515 femmine. I bambini di età inferiore o uguale ai sei anni assommavano a 2.070, dei quali 1.103 maschi e 967 femmine. Infine, coloro che erano in grado di saper almeno leggere e scrivere erano 10.322, dei quali 6.593 maschi e 3.729 femmine.